# Glafira (hetera)
Glafira (en griego antiguo: Γλαφύρα, Glaphira), nacida en Capadocia, en el siglo I a. C., fue una hetera (cortesana), conocida por su belleza, elegancia y seducción. El matrimonio entre ella y Arquelao el Viejo le permitió detentar el poder en la esfera política.
Glafira nació en Capadocia en una familia de oscuros orígenes. Nada más se sabe de su infancia hasta su matrimonio con Arquelao, el sumo sacerdote de la ciudad de Comana.
A raíz de su matrimonio con Arquelao, Glafira se convirtió en gobernadora del Estado, como su esposo. Dos hijos nacieron de la unión: Arquelao Ktistes, más conocido como Arquelao de Capadocia, que reinó del 36 a. C. al 17 d. C.; y Sisine.
En 47 a. C. el dictador romano Julio César, después de la conclusión de la guerras civiles contra Pompeyo, depuso a Arquelao el padre del solio de sumo sacerdote y nombró a Licomedes gobernador de Comana. Cuando Arquelao murió, Glafira permaneció en Capadocia con sus hijos.
Alrededor de los años 40 a. C., Glafira se convirtió en una de las amantes de Marco Antonio. Gracias a su belleza, Glafira logró persuadir a Antonio a designar a su hijo Arquelao, rey de Capadocia.
En 36 a. C., entonces, Antonio depuso y ejecutó a Ariarates X de Capadocia y le dio el trono a Arquelao.
Glafira detentó enseguida un puesto en los asuntos de la corte, mostrando interés en la política interna de Capadocia. Su influencia se puede demostrar mediante algunos versos que Augusto escribió sobre Antonio. Antonio, de hecho, se había enamorado locamente de Glafira.